# Референдумы в Лихтенштейне (2002)
Референдумы в Лихтенштейне проходили 10 марта и 29 сентября 2002 года. Мартовские референдумы касались конституционной поправки об экологическом транспорте и финансирования музыкального фестиваля. Оба были отклонёны избирателями. В сентябре прошёл референдум по законопроекту о регулировании землеустройства. Законопроект был отклонён 74,3 % голосов.

## Референдум по экологическому транспорту

### Контекст
Это была народная инициатива в отношении проекта по экологически чистому общественному транспорту. Первоначально правительственный проект потерпел неудачу 20 ноября 2000 года, в котором приняли участие 19 из 25 депутатов. Сторонники проекта собрали 2431 подпись с 26 октября по 7 декабря 2001 года.
Инициатива, собравшая подписи более 1500 подписей зарегистрированных избирателей, представляется Ландтагу в рамках статьи № 64-2 Конституции. Парламент отклонил его 7 декабря 2002 года, в результате чего предложение было поставлено на всеобщее голосование.

### Результаты
| Выбор                               | Голоса | %    |
| ----------------------------------- | ------ | ---- |
| За                                  | 4 767  | 45,5 |
| Против                              | 5 714  | 54,4 |
| Недействительных/пустых бюллетеней  | 286    | -    |
| Всего                               | 10 769 | 100  |
| Зарегистрированных избирателей/Явка | 16 671 | 64,6 |
| Источник: Démocratie directe        |        |      |

## Референдум по музыкальному фестивалю

### Контекст
Ландтаг 13 голосами против 12 принял решение 18 ноября 2001 года выделить государственные средства в размере до 750 тыс. швейц. франков на период с 2002 по 2004 год на организацию музыкального фестиваля, известного как «Маленький большой». Граждане, выступившие против проекта, мобилизовались и собрали 2012 подписей для вынесения вопроса на референдум.
Это был факультативный референдум народного происхождения по бюджетному вопросу: в рамках статьи № 66 Конституции бюджет, выделенный Ландтагом, является предметом требования поставить на голосование при наличии минимум 1000 подписей зарегистрированных избирателей.

### Результаты
| Выбор                               | Голоса | %    |
| ----------------------------------- | ------ | ---- |
| За                                  | 3 621  | 34,2 |
| Против                              | 6 968  | 65,8 |
| Недействительных/пустых бюллетеней  | 181    | -    |
| Всего                               | 10 768 | 100  |
| Зарегистрированных избирателей/Явка | 16 671 | 63,9 |
| Источник: Démocratie directe        |        |      |

## Законопроект о регулировании землеустройства

### Контекст
После нескольких лет работы 20 июня 2002 года Ландтаг 24 голосами против одного согласился на реформу законодательства о местном плане городского планирования.
Это был факультативный референдум парламентского происхождения: учитывая важность реформы, Ландтаг решил представить законопроект на всенародное голосование в рамках статьи № 66 Конституции.

### Результаты
| Выбор                               | Голоса | %    |
| ----------------------------------- | ------ | ---- |
| За                                  | 2 620  | 25,7 |
| Против                              | 7 561  | 74,3 |
| Недействительных/пустых бюллетеней  | 169    | -    |
| Всего                               | 10 350 | 100  |
| Зарегистрированных избирателей/Явка | 16 805 | 61,6 |
| Источник: Démocratie directe        |        |      |